# Phân họ Tai tượng
Phân họ Tai tượng (danh pháp khoa học: Acalyphoideae) là một phân họ trong họ Euphorbiaceae.

## Phân loại
Phân họ này chứa 15 tông như dưới đây.
- Acalypheae
- Adelieae
- Agrostistachydeae
- Alchorneae
- Ampereae
- Bernardieae
- Caryodendreae
- Chrozophoreae
- Dicoelieae
- Epiprineae
- Erismantheae
- Omphaleae
- Plukenetieae
- Pycnocomeae
- Sphyranthereae

## Tách ra
- Chaetocarpeae: Hiện nay tách ra thành họ Peraceae.[1]
- Cheiloseae: Hiện nay tách ra thành phân họ Cheilosoideae.[1]
- Clutieae: Hiện nay tách ra thành họ Peraceae, trừ chi Kleinodendron nay thuộc họ Phyllanthaceae.[1]
- Galearieae: Hiện nay đã tách ra thành họ Pandaceae.[1]
- Pereae: Hiện nay tách ra thành họ Peraceae.[1]
- Pogonophoreae: Hiện nay tách ra thành họ Peraceae.[1]

## Hình ảnh

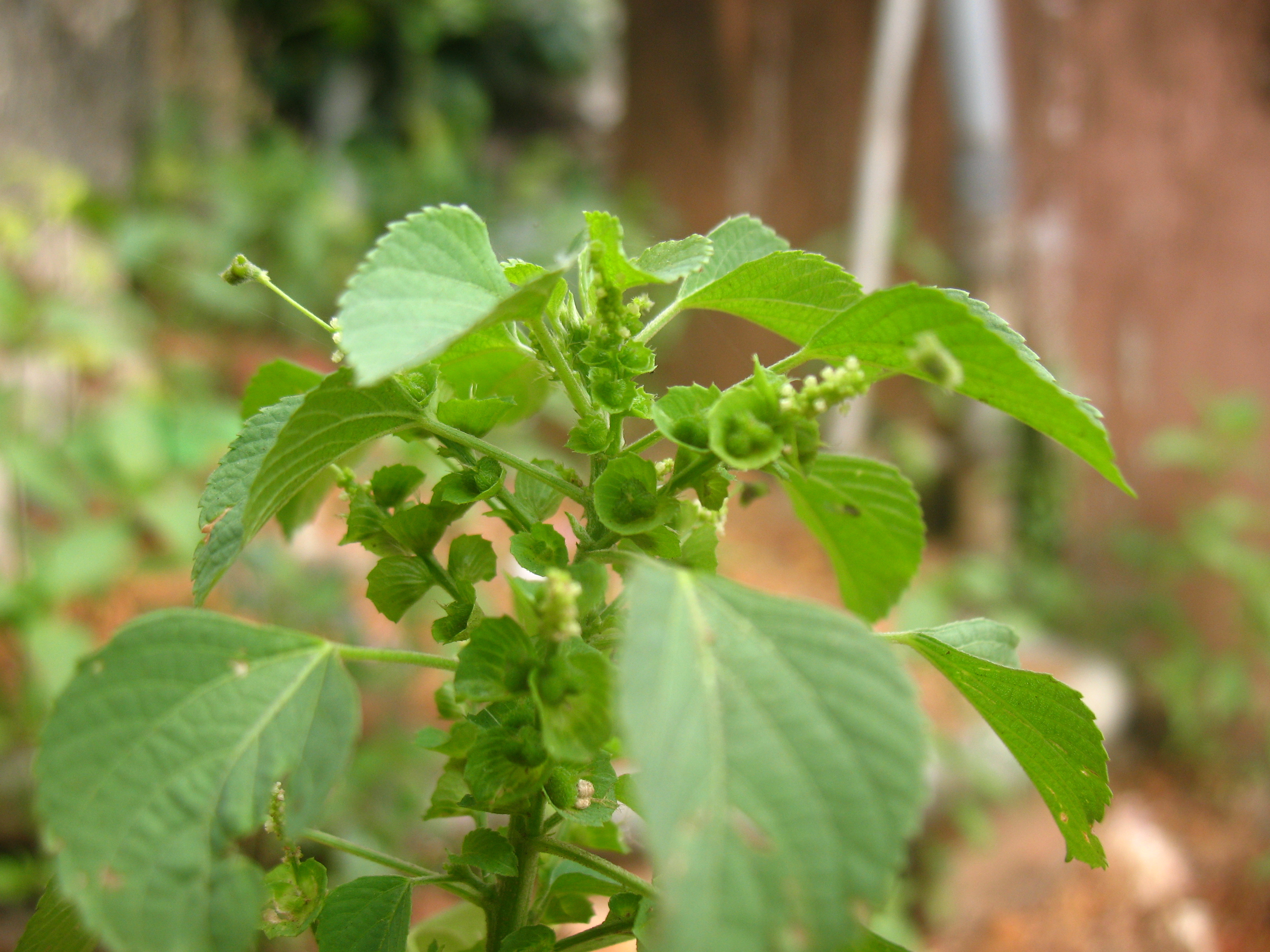